# Miloš Šćepanović
Miloš Šćepanović (serbe en écriture cyrillique : Милош Шћепановић ; né le 9 octobre 1982) est un ancien joueur de water-polo monténégrin et l'entraineur chef du Cercle des Nageurs de Marseille.

## Biographie
Il a été membre de l'équipe nationale masculine de water-polo du Monténégro aux Jeux olympiques d'été de 2008. Là, l'équipe a atteint les demi-finales, où elle a été battue par la Hongrie, puis a rencontré la Serbie dans le match pour la médaille de bronze. Ils ont été battus avec le score de 6 à 4 pour la Serbie et ont terminé à la 4e place.
Il a également été membre de l'équipe monténégrine aux Jeux olympiques d'été de 2012. Le Monténégro a de nouveau atteint les demi-finales, perdant contre la Croatie, puis a de nouveau été battu par la Serbie dans le match pour la médaille de bronze. Le score était de 12 à 11 pour la Serbie.